# 국제 합기도 협회
국제합기도협회(國際合氣道協會, International Hapkido Federation, IHF)은 합기도의 세계화를 위해 설립된 기관이다.
국제합기도협회는 1989년도에 대표회장 조원상의해 대한민국 정부로부터 설립 허가를 받은 단체다,
이어 1990년 국내에서 처음으로 합기도 교본을 출간하여 국내외에 보급하였으며 1995년에는 합기도 비디오 1,2,3,편을 한글과 영문으로 제작하여 5만부를 국내외에 보급하였다,

## 같이 보기
- 국제연맹합기회(en)